# 宇宙の距離梯子
宇宙の距離梯子（うちゅうのきょりはしご）とは、宇宙に存在する天体の、地球からの距離の測定方法の総称である。地球から遠方にある天体の距離を直接測る方法は複数提案されているが、それぞれには限界があったり、または期待される値の精度が距離によって制約されるなどの問題があり、使い分けを余儀なくされている。そのため、天体の距離判定は天文学における難問のひとつとなっている。

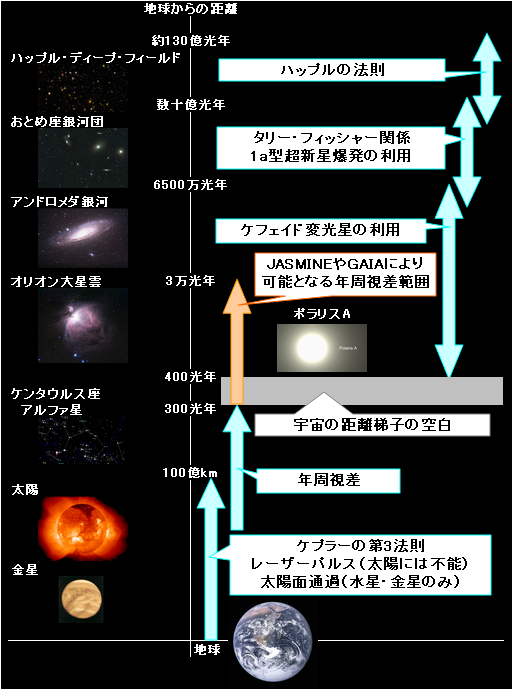
宇宙の距離梯子

現状では広大な宇宙にあるすべての天体距離を測る統一的方法が存在しないため、ひとつの方法で近い天体の距離を測定し、それを基準に別な方法でさらに遠方の天体距離を求め、これを繰り返さざるを得ない。この過程が、高低差がある地面に梯子を架けながら徐々にステップを踏み進んでいく様に似ていることから、距離梯子という名で呼ばれている。
以下、一般的な距離梯子について、近距離から順に解説する。

## 個別の距離梯子

### レーザーパルス
地球近傍の惑星や衛星の距離はレーザーを用いて測ることができる。惑星に向けてレーザーを発射し、それが惑星表面で反射して戻ってくるまでの時間を計り、光速度をかければよい。ただし、遠方になればなるほどレーザー光は拡散し、また往復の時間が掛かりすぎるため、地球に非常に近い惑星にしか使うことができない。

### 太陽面通過
水星と金星は太陽系で地球の内側を公転する。地球とこれらの内惑星の公転面は厳密に同一平面にはならないが、ごく稀に太陽に影を作るように、太陽と地球の間を通過する。これが太陽面通過（あるいは日面経過）である。この時、太陽のどの部分を通過したかを地球の複数の箇所から測定し、地球と内惑星の距離を別の方法で求めておく事により、地球と太陽の間の距離を測定できる。

### ケプラーの法則
太陽までの距離計測には表面が光を反射しないためレーザーを使えない。そのため、この計算には別の手段で観測された太陽系惑星のデータを用い、ケプラーの第3法則から導かれる。
この法則では、惑星の公転周期の2乗は軌道の長半径の3乗と比例する。これを利用し地球から金星までの距離 L2 を基準に計算すると、金星の公転周期は合の観測から224.7日と得られる。地球の公転周期は365.2日であるため、地球から太陽までの距離を L1 とすると、
{\displaystyle {\sqrt[{3}]{\frac {365.2^{2}}{224.7^{2}}}}={\frac {L_{1}}{L_{1}-L_{2}}}}
が成り立つ。L2 に別の観測結果から得られた数値を当てはめれば、太陽までの距離 L1 が得られる。

### 年周視差
天体の位置は、地球が公転するために季節によって見かけの位置が変化する。これが年周視差である。ここでは太陽を直角点に据え、地球と目的の天体を結ぶ線を斜辺とする直角三角形を想定する。年周視差は、この三角形のうち目的の天体を頂点とする角度として観測され、ケプラーの法則から得た地球から太陽までの距離を基準に簡単な三角法を用いて、地球から目的の天体までの距離を決定する。
この年周視差を用いた距離の測り方は、そのままパーセクの定義である。年周視差は、距離が遠くなればなるほど小さくなってゆき、あまりにも小さい値を高精度で観測するのは分解能が追いつかず困難となる。1980年代までの観測精度ではせいぜい0.01秒程度の年周視差までしか高精度では測れないため、この測定法が使えるのはせいぜい100パーセク程度までということになっていた。1989年に欧州宇宙機関によって打ち上げられた高精度視差観測衛星ヒッパルコスにより、恒星の視差を0.001秒角の精度で測定し、半径1,000パーセク（約3,260光年）の範囲の星の位置を10% 以下の誤差で精密に定めることができた。

### 散開星団の観測
恒星の出す光の波長、エネルギー、及び表面温度の関係はプランク分布に従う。また、天体の見かけの明るさは距離の2乗に反比例する。そのため、同じ色の天体どうしで見かけの明るさを比較すれば、その距離の比がわかる。実際は同じ色の天体を見つけるのは難しいので、いくつかの散開星団にある主系列星についてHR図を書き、HR図どうしを比較することになる。そのいくつかの散開星団の中には、年周視差の方法によって距離がわかっているものもあるので、それによって他の散開集団までの距離もわかる。
ただし、遠方からやってくる光は吸収や散乱の影響を受けているので、色が変化してしまう。また主系列星はケフェイド変光星と比べると暗い。そのため、この方法で高精度に距離が決定できるのは、1キロパーセク程度までである。

### 周期-光度関係
脈動変光星のうち、古典的セファイド、II型セファイド、こと座RR型変光星、ミラ型変光星などの変光星では、変光周期と平均光度との間に「周期-光度関係」と呼ばれる正比例則が成り立つ。数時間から約100日までの一定の周期で明るさを変える古典的セファイドは古くから周期-光度関係があることが知られている。半径1キロパーセク程度までのケフェイドや、地球からほぼ同距離と考えられる小マゼラン雲内の複数の古典的セファイドについて光度と変光周期の関係を調べた結果、古典的セファイドが持つ本来の最大光度は変光周期の0.9乗に比例することが判明した。この規則性を用いて、さらに遠くの古典的セファイドについても距離が決定できる。古典的セファイドはかなり明るいため、現在20メガパーセク程度までこの方法で測ることができる。

### タリー・フィッシャー関係
タリーとフィッシャーによって、円盤銀河の絶対等級は、回転速度の4.5乗に比例することがわかった。銀河の回転速度は光のドップラー効果を用いて観測できるので、この方法によって銀河までの距離が確定できる。
ただし、この関係は理論的裏づけがない経験則なので、今後発見・観測されるすべての銀河がこの関係を満たす保証はまったくない。また、この比例関係の精度はあまり高くないことがわかっているので、距離の精度もあまり高くはならない。
フェイバーとジャクソンによって、楕円銀河の絶対等級が銀河内の星の固有運動による速度の標準偏差の4乗に比例するという、フェイバー・ジャクソン関係が見つけられている。こちらは銀河内の星の固有運動を測定する事が困難であるために、タリー・フィッシャー関係ほどは用いられていない。

### Ia型超新星
Ia（いちエー）型超新星は、白色矮星が起こす超新星爆発である。これは白色矮星と恒星が連星となっており、恒星から放出されたガスが流れ込んだ白色矮星の質量がチャンドラセカール限界（太陽の1.44倍）を越えると起こる。このように爆発を起こす質量が一定である点から、爆発時の本当の明るさも一定だと考えられる。さらに非常に明るいことから、非常に遠方の爆発も観測できる。
ただし、Ia型超新星の爆発メカニズムの理論的解明はまだ十分になされていない。このため、地球の近くで起きたIa型超新星の爆発と、例えば10億光年離れた（10億年前の）Ia型超新星の爆発が、同じエネルギー放出を起こすかが明らかではない。また、超新星爆発は我々の銀河で過去400年ほど発生していないように、頻度が非常に低い。そのために全天を監視し続けて超新星が爆発した際に追跡観測を行うという体制になっており、目標の天体や銀河を先に決めてからそこまでの距離を測るというようなことは不可能である。

### ハッブルの法則
ハッブルの法則とは、天体の後退速度と天体までの距離は正比例するという法則である。天体の赤方偏移を測定して後退速度を求め、この法則を用いれば、特に遠方の天体までの距離の測定には効果を発揮する。ハッブルの法則式を変形すると、以下の方程式が得られる。
{\displaystyle {D}={\frac {v}{H_{0}}}}
ただし、
- {\displaystyle {D}} は、地球から天体までの距離
- {\displaystyle {v}} は、天体の後退速度
- {\displaystyle {H_{0}}} は、ハッブル定数

しかし、ハッブルの法則は一様宇宙を仮定した場合に地球からそれほど遠くない天体では成り立つが、遠方では高次の効果が入り、線形からずれてしまう。このずれ方は宇宙の平均エネルギー密度や宇宙項の有無等に依存する。そこで、赤方偏移で表すと z<1 のところではセファイドの距離と後退速度の測定からハッブルの法則の比例係数（ハッブルパラメーター）を決定する。そして、z<1 の銀河の距離を測定する。z≒1 となる遠方では、Ia型超新星の光度と赤方偏移の測定から、宇宙モデルの検証がなされる。

## 宇宙の距離梯子の空白
現在の距離梯子には、年周視差とケフェイド変光星との間に空白がある。地球から最も近いケフェイド変光星はポラリス（現在の北極星）だが、この天体までの距離は約400光年と言われ、精度が認められる年周視差範囲を超えている。そのため、HR図などの推計で補填しているが、基準としているケフェイド変光星本来の明るさは誤っている可能性がある。
これに対し、年周視差測定をさらに高精度にする計画がある。2007年、日本の国立天文台はメーザーを放出する天体に限られるが望遠鏡「VERA」を用いて17,250光年までの距離を求めた。人工衛星（科学衛星）では、欧州宇宙機関により2013年に打ち上げられた「GAIA」、2015年頃予定のNASAの「SIM」や2022年を目標としている国立天文台を中心とするグループによる「Nano-JASMINE」が計画されており、これらは約30,000光年の年周視差測定を可能とする予定である。